# Filippo Neri
Filippo Neri (1515—95) var en italiensk gejstlig, stifter af oratorianernes kongregation. 
Fra barndommen af udmærkede han sig ved stor fromhed, og i årenes løb fik hans religiøsitet en mærkelig tilsætning af åndsfrisk humor, der gør ham til en af de ejendommeligste skikkelser inden for de katolske ordensstiftere. Han forstod både at formane og at opmuntre og udøvede stor indflydelse. 
1551 blev han præsteviet i Rom, og han samlede snart derefter i denne by en skare om sig til bøn, studium og samtale, hvilket senere gav anledning til stiftelsen af oratorianerne. Ordenen fik pavelig sanktion 1575. Allerede 1622 blev Neri gjort til helgen.